# أودري غرانت
أودري غرانت هي لاعبة الجسر ‏ كندية، ولدت في 16 ديسمبر 1940.

## وصلات خارجية
- الموقع الرسمي